# Questia Online Library
Questia Online Library era un sito web commerciale e multilingue, che fornisce accesso a una biblioteca digitale di monografie e articoli pubblicati nell'ambito delle arti liberali e delle scienze sociali.
Gli utenti potevano visualizzare liberamente un'anteprima dei contenuti. Per l'accesso in modalità testo integrale  è richiesta un'iscrizione a pagamento.

## Storia
Nel 2010, Questia Media Inc. fu acquisita dalla casa editrice Gale, controllata di Cengage Learning.
Nel 2011, fu lanciata la prima versione dell'app per iPhone alla quale nei dodici mesi successivi seguì quella per iPad. Nel gennaio 2013, furono pubblicati i primi tutorial corredati da video e quiz per insegnare agli studienti in che modo reperire le informazioni, vagliare le fonti, ordinarle ed esporle in un saggio di ricerca.
Il marketing si rivolge soprattutto al segmento del mercato scolastico degli istituti secondari e primari, promettendo migliori risultati per gli studenti che pagano per aver accesso alla sua selezione di testi e ai relativi strumenti di citazione. Al 2020, il sito dichiarava di possedere una collezione di 83.000 libri, di cui 76.000 copertinati provenienti da più di 300 editori, oltre a dieci milioni di articoli di riviste e giornali.
Il servizio è stato interrotto il 21 dicembre 2020.

## Critiche
Alcune fonti di Questia sono consultabili anche su JSTOR, perché talora gli editori e gli autori preferiscono ridondare i contenuti in una pluralità di repository per garantire la conservazione digitale nel lungo termine. Entrambi i concorrenti operano nello stesso mercato delle biblioteche universitarie, con il conseguente rischio di una duplicazione di costi del pubblico e del privato a fronte di un livello di servizio invariato per la componente che insiste sullo stesso insieme di titoli.
Secondo il bibliotecario Steven J. Bell, al 2005 Questia assimila gli studenti ad una generica clientela di mercato piuttosto che a persone con esigenze formative ed educative specifiche. Sebbene lo staff del sito fosse composto da bibliotecari esperti, esso non comprendeva alcun membro del corpo docente universitario né nel proprio organico né in qualità di consulenti esterni, pur essendo i professori gli autori dei testi che i bibliotecari si assumono il compito di scremare e selezionare.